# Кричим
Кричим (буг. Кричим) град је у Републици Бугарској, у средишњем делу земље, седиште и једино насељено место истоимене општине Кричим у оквиру Пловдивске области.

## Географија
Положај: Кричим се налази у средишњем делу Бугарске. Од престонице Софије град је удаљен 150 km југоисточно, а од обласног средишта, Пловдива град је удаљен 30 km југозападно.
Рељеф: Област Кричима се налази у бугарском делу Тракије, у долини реке Марице. Град се сместио пар километара јужно од реке, на приближно 250 m надморске висине. Јужно од града издижу се Родопи.
Клима: Клима у Кричиму је континентална.
Воде: Кроз Кричим протиче низ мањих водотока, притока реке Марице.

## Историја
Област Кричима је првобитно било насељено Трачанима, а после њих овом облашћу владају стари Рим и Византија. Јужни Словени ово подручје насељавају у 7. веку. Од 9. века до 1373. године област је била у саставу средњовековне Бугарске.
Крајем 14. века област Кричима је пала под власт Османлија, који владају облашћу 5 векова.
Године 1885. град је постао део савремене бугарске државе. Насеље постоје убрзо средиште окупљања за села у околини, са више јавних установа и трговиштем.

## Становништво
По проценама из 2007. године Кричим је имао око 9.000 становника. Огромна већина градског становништва су етнички Бугари. Остатак су махом Роми. Последњих деценија град губи становништво због удаљености од главних токова развоја у земљи.

## Галерија
- Здање општине Кричим
- Средиште Кричима
- Зграда поште
- Споменик борцима у II св. рату